# 五三宪法
五三宪法（波蘭語：Konstytucja Trzeciego Maja）是波兰立陶宛联邦在1788年編寫、1791年通過的國家憲法。五三憲法被普遍认为是欧洲第一部，世界第二部成文国家宪法，编纂时间仅次于1788年正式通過的美国宪法。[a]五三宪法被當時波兰立陶宛联邦议会（sejm，瑟姆）用作“政府法案”（波蘭語：Ustawa rządowa）。该宪法在1792年俄波战争时被废除，仅施行1年。
1791年通過的五三宪法，最开始是为了填补波兰立陶宛联邦和它的传统政治制度贵族民主制长期存在的缺陷。宪法提出资产阶级和贵族（波蘭稱之為“施拉赤塔”）之间应具有同等政治权利，并将农民置于政府的保护之下，因而减轻了虐用农奴的情况。宪法也废除了自由否决权之类的有害制度。以自由否决权为例，这个制度让瑟姆對意見相左，或收受有心人士与国外势力贿赂的议员面前毫无办法，無法遏止违法行为。宪法也试图通过树立更加民主的君主立宪制来替代先前权贵造成的无政府状态。该宪法被译为立陶宛语。
五三宪法的通过，惹怒了波蘭的强邻俄國，決定給她的保護國（波蘭）一個必要的教訓。在护法（宪法）战争中，联邦（波蘭）遭到盟友普鲁士國王腓特烈·威廉二世的背叛，波蘭因此被被俄皇叶卡捷琳娜大帝徹底擊敗征服。俄國的征服受到波蘭叛軍——塔戈维查联盟的大力支持，這是一群反对五三宪法的波兰权贵和无地贵族組成的保守派联盟，他們誤信俄國會保護波蘭領土現狀的口頭承諾，懵然不知俄國早就打算吞併波蘭的大塊國土；誤信俄國承諾中的重要人物，包括催生憲法的波蘭國王，他在俄波戰爭中的最後一刻，以為主動投降可換來領土安全。
尽管波蘭被击败了，护法战争的結果變成1793年的第二次瓜分波兰，五三宪法依然影响了后来的民主运动。它在波兰共和国1795年灭亡后，长达123年的瓜分时代里，成为了复兴波兰的标志。1795年波蘭亡國後，两位憲法的合著者──伊格纳奇·波托茨基和胡戈·科万塔伊回憶說，这部宪法是“祖国灭亡的最后遗嘱與證詞”。

## 背景

### 黃金時代結束後的一百年
五三宪法的产生是出于当时波兰立陶宛联邦日渐危险的形势。仅仅在1世纪以前，联邦还是欧洲主要势力，也是欧洲最大的国家。在五三宪法产生的2个世纪以前，国王齐格蒙特三世·瓦萨的宫廷传道人，耶稣会会士皮奥特尔·斯卡加对联邦独有及共有的弱点提出广为人知的批评。在同一个时代，一些作家和哲学家，如安德热·弗里切·莫德雷夫斯基和瓦夫雷涅茨·格雷马瓦·戈什里茨基，以及扬·加莫耶斯基推動的法律（egzekucja praw）改革运动都試圖改革聯邦。
在17世纪早期（波蘭黃金時代結束前），波兰和立陶宛的权贵控制了联邦，更准确地说，他们设法确保任何改革不会通过削弱他们地位——可以让他们享有特权（“贵族民主制”）。他们将大量金钱挥霍在宴会，纵饮和其他娱乐活动上，可是农民却處於艱困的生活環境下，而很多位於权贵私人土地內的城镇，因為害怕中產階級的興起，被保持在一种破败的状态中。

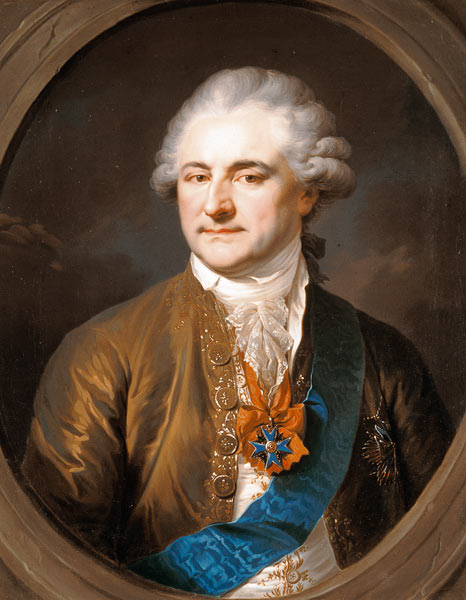
国王斯坦尼斯瓦夫·奥古斯特·波尼亚托夫斯基，宪法的主要编纂者。一年后他默许废除宪法。

很多历史学家认为联邦衰落的主要原因是一种特别的制度：自由否决权，这个制度在1652年时开始实施，在原则上允许任何议员一票否决瑟姆通过的一切法律。联邦政府因而被受权贵和国外势力贿赂，或還是相信生活在黄金时代的议员癱瘓了一世纪。不過自由否决权的危害可以被不受到到自由否决权影响的“联盟瑟姆”所推翻。这个通过五三宪法，被称为大瑟姆，或四年瑟姆（1788年至1792年）的瑟姆就是这样的联盟瑟姆，這也是為甚麼这份激进的法律得以通过的原因。

### 早期的改革
在联邦末代国王斯坦尼斯瓦夫·奥古斯特·波尼亚托夫斯基在位期间，启蒙运动在某些团体中获得巨大的影响力，国王小心翼翼地進行改革，譬如建立财政部与国防部，制定全國的关税税额。但是，在联邦中改革的提案加重了权贵和邻国的疑心，它们满足于联邦当时的情况，并厌恶复苏，民主的力量在他们边境那里兴风作浪。
因此，俄罗斯女王叶卡捷琳娜大帝和普鲁士国王腓特烈大帝在是否赋予弱勢教徒（非天主教徒）公民权的问题上煽动某些瑟姆议员与国王作對。叶卡捷琳娜和腓特烈宣布他们支持波兰贵族（“施拉赤塔”）和他们的“自由”，在1767年10月份，俄罗斯军队在波兰首都华沙附近集结。在武器精良的俄罗斯军队的面前，国王与他的支持者没有选择的余地，只能默许俄罗斯的行动。他们在莱普宁瑟姆（以非公认的議會主席，俄罗斯大使尼古拉·来普宁命名）中接受叶卡捷琳娜的，“在未来以波兰的自由之名发誓，永远保卫”的五条“永恒不变的权力”：自由选举国王的权力；自由否决权；放棄效忠国王，揭竿而起的权利（起义）；贵族供职，享有土地的特权；和地主对所屬农民的生殺大權。因此，這項被稱為红衣主教法的法律持續保障贵族的特权，讓联邦的政治制度（“贵族民主制”）依舊無法拘束。同時在1768年2月24日，俄國強迫波蘭廢除打壓非天主教徒的傳統國策、宣布宗教自由、「異教徒」享有平等的公民權。波兰立陶宛联邦最終变为俄罗斯帝国的保护国。虽然如此，少数几个有益的改革也被采用，人们也认识到更大改革的重要性。
联邦并不是每个人都和国王奥古斯特一样逆来顺受。在1768年2月29日，卡齐米日·普瓦斯基等权贵宣布，反对俄罗斯干预波兰、反對宗教自由平等的寬容政策，称奥古斯特是“叶卡捷琳娜的男仆”，并在巴尔小镇组建联盟。巴尔联盟发动了目标直指国王的内战，这场内战直到1772年前来介入的俄军让巴尔联盟全军覆没才停息。

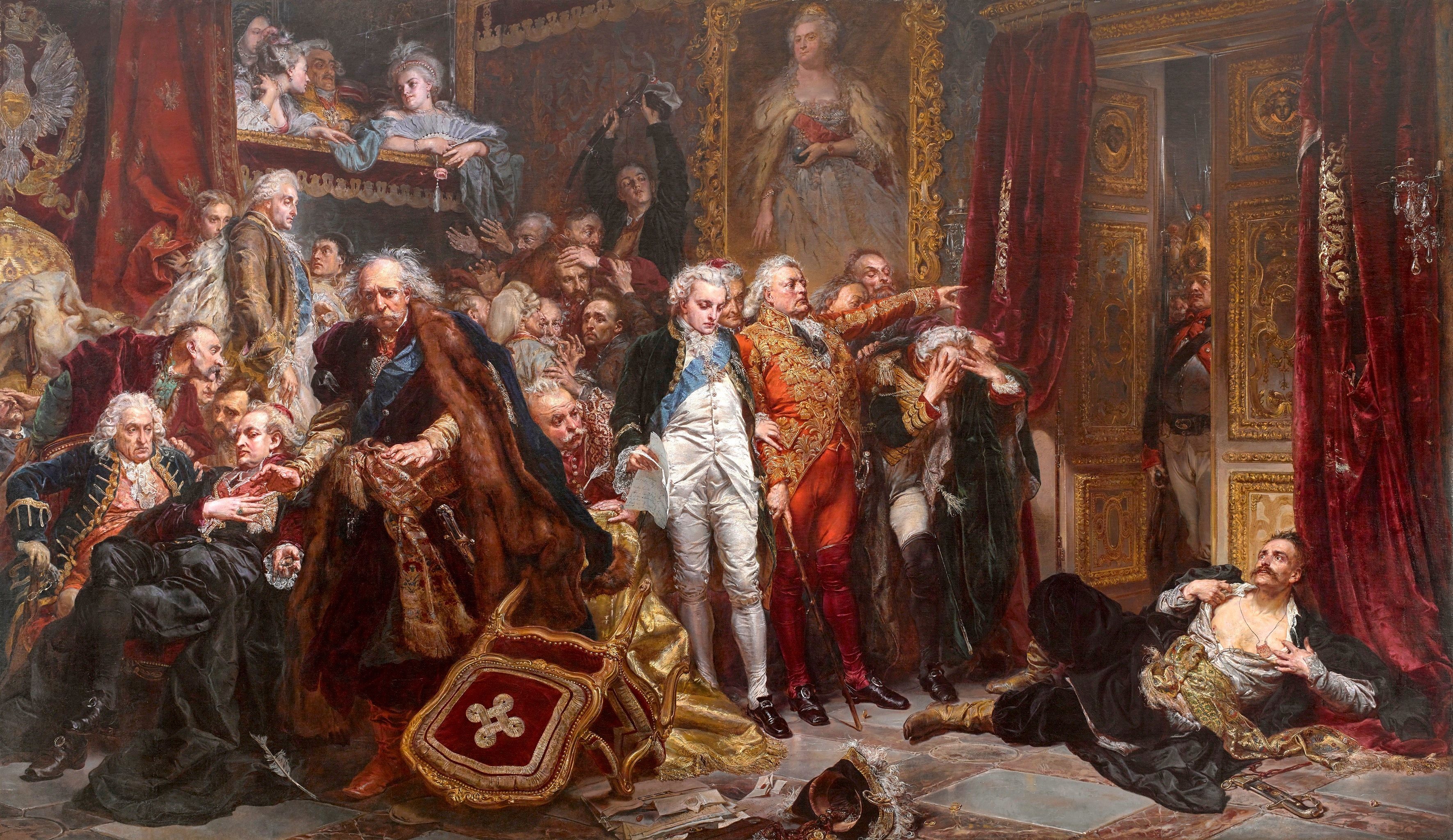
雷耶坦—波兰的衰落，由扬·马特耶科绘。在1773年，塔得乌什·雷耶坦（右下方）阻止瑟姆议员进入会议厅，试图阻止通过第一次瓜分联邦。

巴尔联盟的失败促使下一部法令在更具戏剧性的事件中产生。在1772年8月5日，三个邻国——俄罗斯，普鲁士和奥地利在圣彼得堡签署第一次瓜分波兰条约。波兰立陶宛联邦被割去三分之一，至少20万平方千米的土地和400万人。这一切都要归罪于联邦的政治混乱和它对邻国协作维持秩序的要求置之不理。三个强国要求瑟姆批准第一次瓜分，否则就要进一步的瓜分。国王斯坦尼斯瓦夫·奥古斯特被迫屈服，并于1773年4月19日要求召开瑟姆。这次瑟姆只有102位议员参加，这也就是所谓的瓜分瑟姆；其余的议员意识到国王的决心，就拒绝参加瑟姆。虽然有以塔得乌什·雷耶坦为首部分议员抵制这次瑟姆，第一次瓜分波兰依然通过。
18世纪让波兰从地图上消失的三次瓜分联邦中的第一次瓜分令联邦的居民震惊，具有进步的思想的人们意识到，联邦必须改革，否则就只有死路一条。甚至在第一次瓜分之前，一位议员就致信法国哲学家加布里埃尔·博诺·马布利和让-雅克·卢梭，希望他们能为新波兰起草宪法。马布利在1770年至1771年提交了他的建议；卢梭在1772年完成他的《对波兰政府的思考》，那时第一次瓜分就已经在进行了。

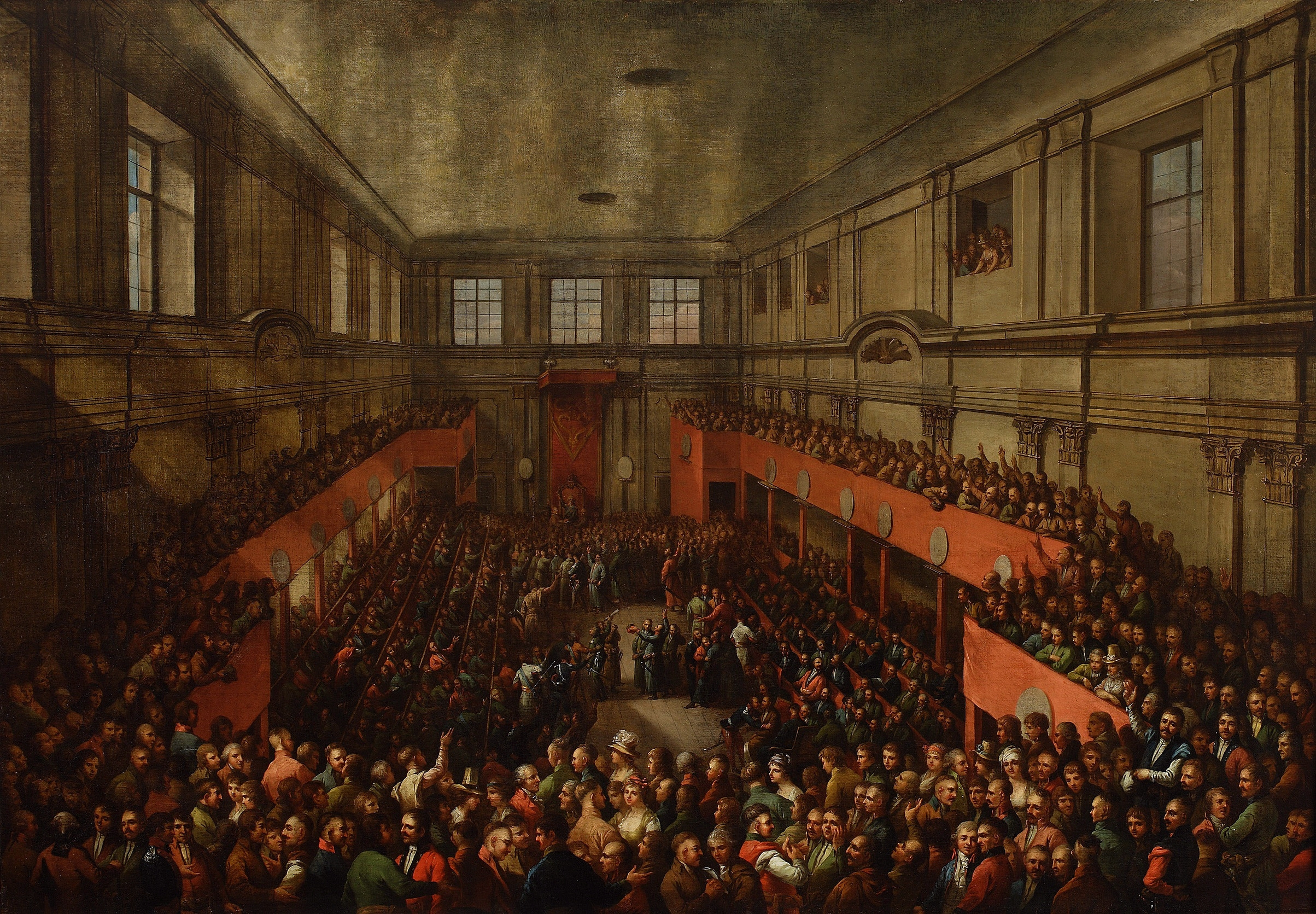
在1791年，“大瑟姆”，或者称为1788年至1792年的四年瑟姆在华沙皇家城堡通过了五三宪法。由卡齐米日·沃耶尼亚科夫斯基于1806年绘。

在国王斯坦尼斯·奥古斯特的支持下，改革的浪潮席卷波兰。1773年，政府成立了意义最重大的一个部门—国民教育委员会（Komisja Edukacji Narodowej），它是世界上第一个教育部。城市和乡村建起了新学校，印刷了课本，教师接受培训，穷学生也可以赢得奖学金。联邦的军队也開始现代化，同時建立了一支常备军。以前被贵族视为不重要而拒绝进行的经济和商业改革也陸續展開，政府还鼓励工业的发展。农民获得了一些权利。新的警察部与腐败作斗争。包括公交系统到监狱系统，一切都在发生变化。此外还创立了一个新的行政体制——下辖五个部门的永久委员会（波兰语：Rada Nieustająca）。
1776年，瑟姆授权司法官安德热·加莫耶斯基起草新的法典，称为加莫耶斯基法典。1780年在加莫耶斯基的指示下，法典（Zbiór praw sądowych）编写完成。它巩固了王权，规定所有官员都要对瑟姆负责，教士和他们的财产情况受到国家的监督，剥夺无地贵族的法定豁免权。这部激进的法律包括了宪法改革的基础，但因保守贵族和外国势力的反对，未能在瑟姆通过。

## 通过

### 大瑟姆（大議會）

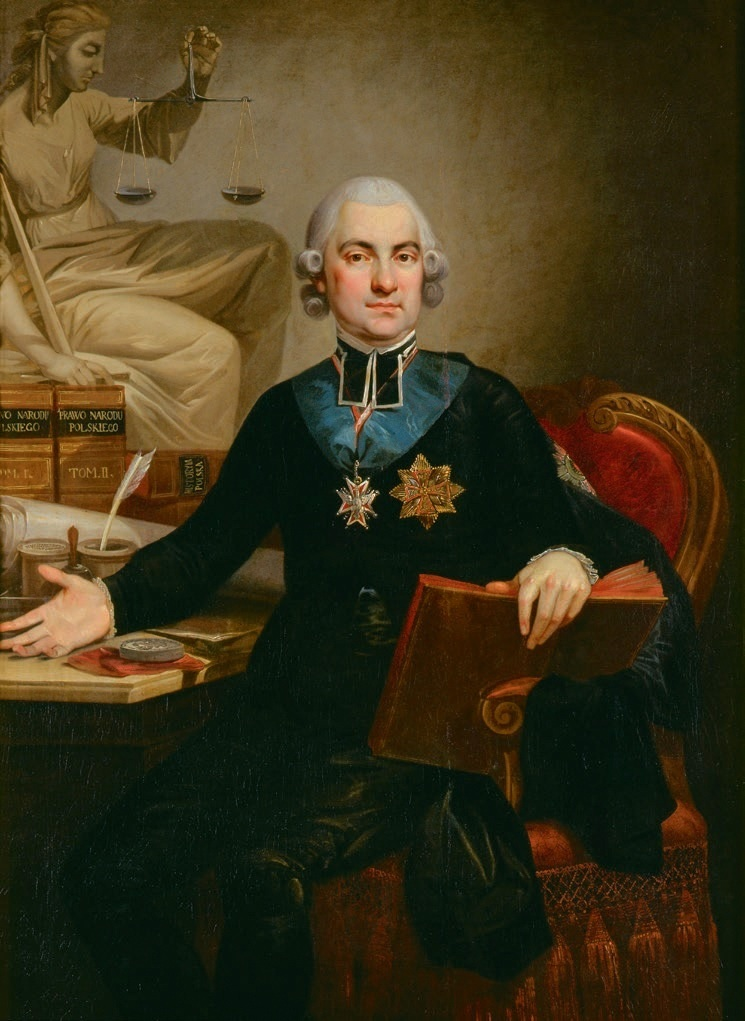
科翁塔伊

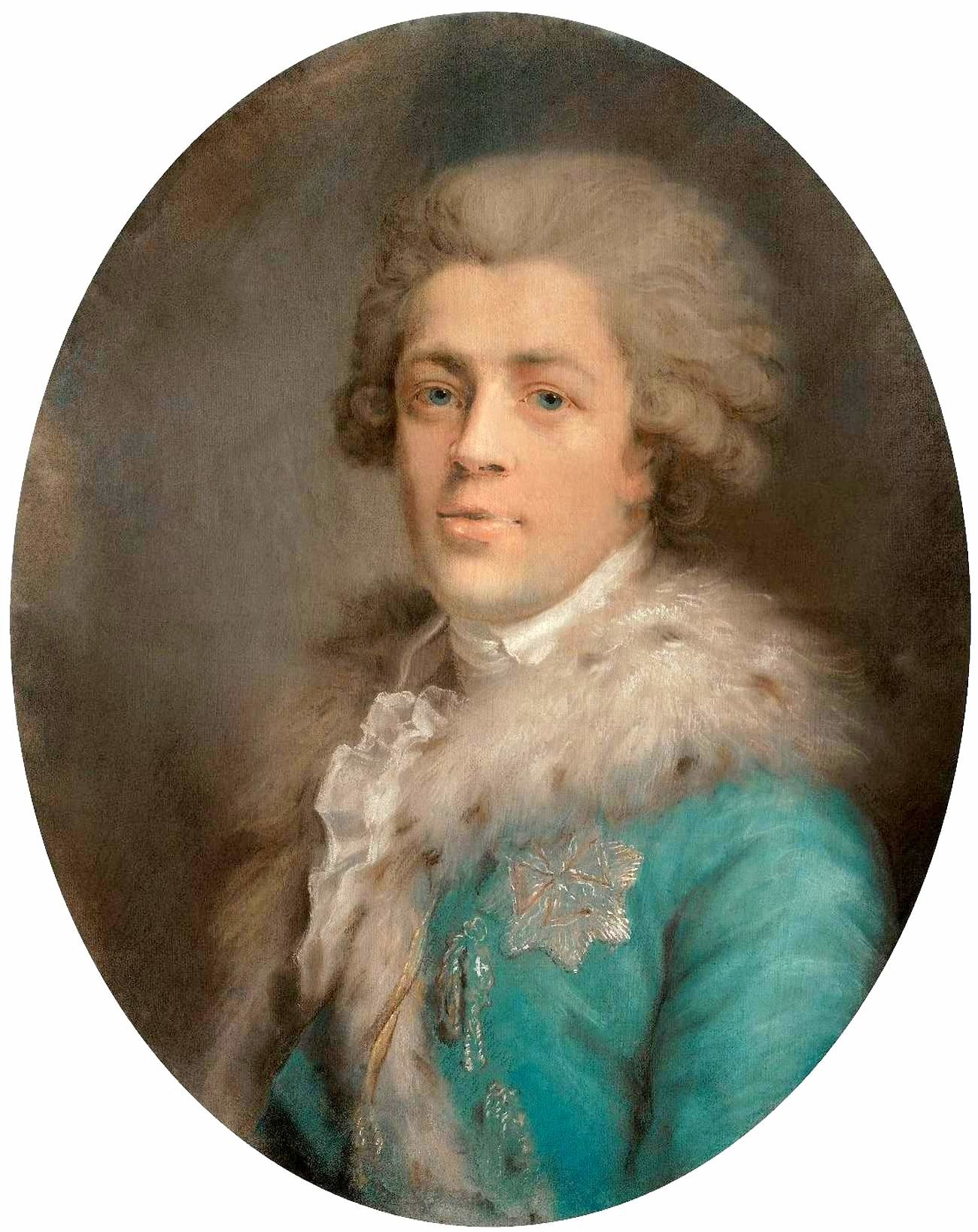
波托茨基

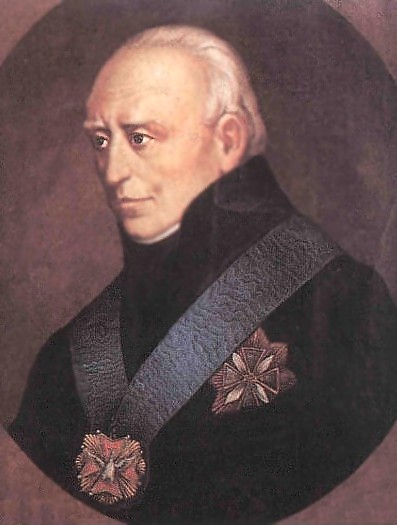
斯塔希茨

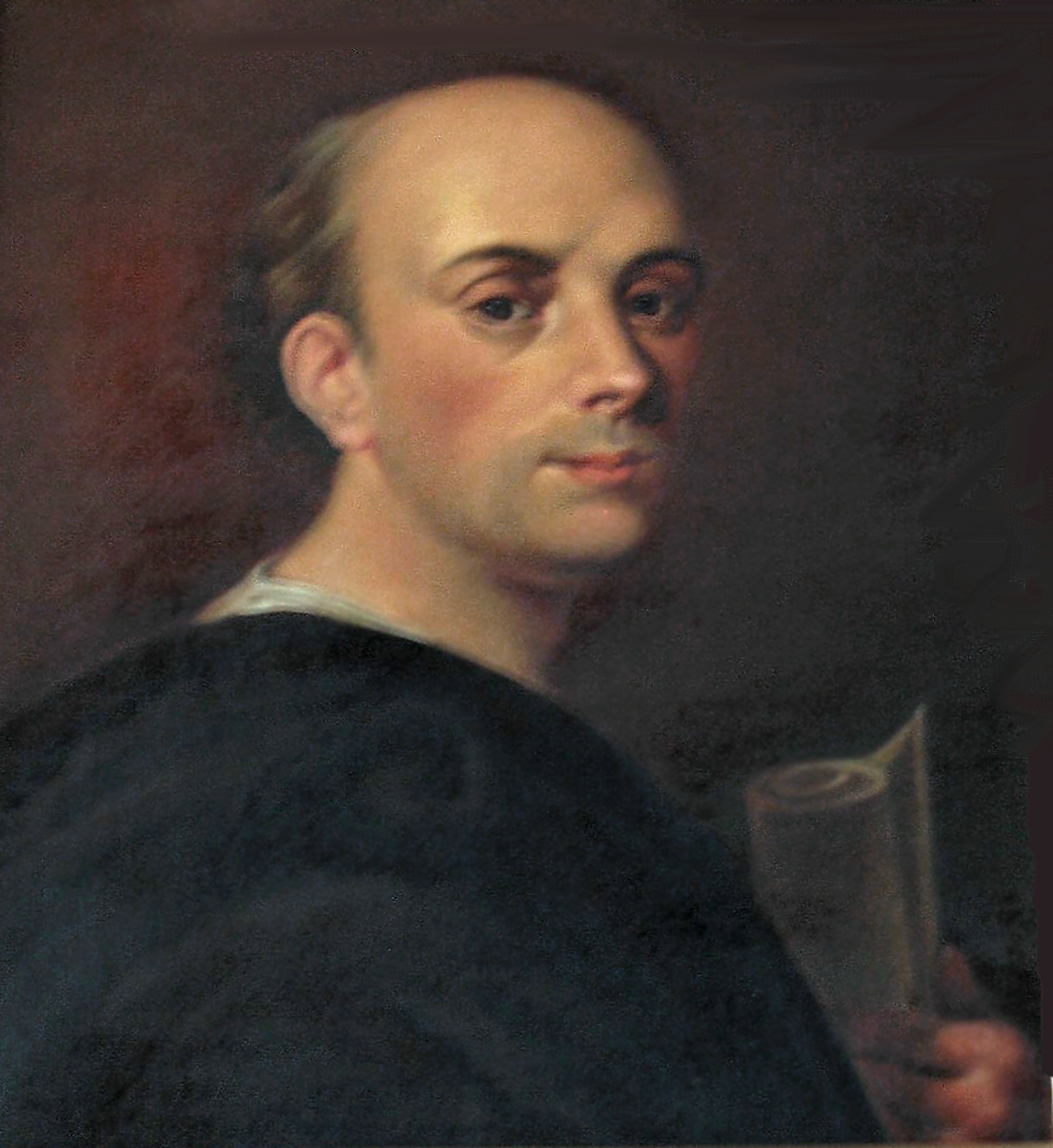
皮亚托里

当时的国际形势对改革者有利。波兰的邻国正在与它们的邻国交战——普鲁士与法国，俄罗斯和奥地利与奥斯曼帝国交战——而且国内問題也让它们无力干预波兰。改革的绝佳机会似乎在1788年至1792年的“大瑟姆”（或称为“四年議會”）时出现，该瑟姆于1788年10月6日召开，而且自1790年起——根據五三宪法的导言的描述——会见了數十人，新近获选的议员参与了稍早召开的联盟瑟姆。
當波兰立陶宛联邦和普鲁士直接缔结新联盟（1790年）之後，仿佛对俄罗斯的入侵做好防御准备时，国王斯坦尼斯瓦夫二世与改革派的爱国党领导人日渐亲密。新的宪法由国王起草，支持的人包括斯坦尼斯瓦夫·马瓦赫夫斯基（瑟姆元帅）、伊格纳奇·波托茨基、胡戈·斯塔希茨、国王的意大利秘书斯齐皮奥尼·皮亚托里和其他顧問。
宪法草案的支持者在瑟姆的墨斯科党（也被称为“指挥官们”）的暴力威脅和很多反对者仍在复活节假日休會期之際，设法在原定的5月5日的前两天开展对政府法案的大辩论。接下来的辩论和采用政府法案，令国家处在半政變状态：很多支持改革的议员提早秘密抵達召开瑟姆的王室城堡，王室卫队佈署在王室城堡周围，以阻止莫斯科派扰乱会议。
為了確保憲法的議案內容通過，國王機智地耍弄了一個手段：當大多數的國會代表都回家去享受當年的復活節假日時，國王卻在五月三日宣布國會復會，住家遙遠的國會代表趕不及回來開會，能夠開會的代表們恰好是住在華沙附近的自由派人士。於是，宪法（“政府法案”）在聚集的热情群眾前宣读出来後，以压倒性意見獲得通过。

## 特点
根据当时的报道，国王斯坦尼斯瓦夫二世称五三宪法“以英格兰和美国的宪法为基础，但是避免了以上两者的缺陷与错误，并尽可能地根据国情来改写。”事實上，波兰和美国的宪法同样受到启蒙时代的影响，特別是孟德斯鸠对三权分立的觀念——以致於五三宪法（第五条）中——“国家完整，公民自由和社会秩序的地位永远平等”——宪法也有孟德斯鸠对两院制的支持。
憲法的大致內容如下：
1. 廢除自由否決制，改行多數決，君主立憲制的中央議會享有優勢權力，使國家的執政能力大幅強化；國王沒有議會同意，不得頒布法令或簽訂外交條約。
2. 廢除自由選王制，改行君主世襲制，國王享有行政權、軍隊指揮權，並得到一定的否決權，可以否決當屆國會的議案，但若是改選後的國會提出相同議案，則國王必須接受而不能否決。
3. 確認城鎮市民享有公平的政治權利，削減貴族巨頭的地方大權，但是貴族在體制中仍有領導地位。
4. 規定天主教為國教，但人民享有信仰自由。[23]

### 細節分析

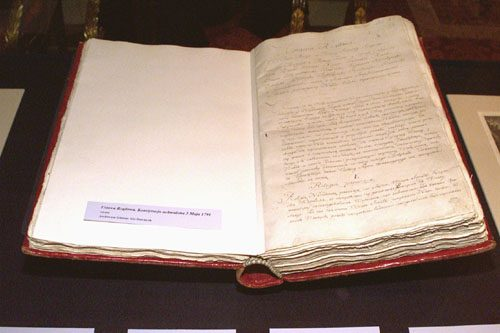
宪法原稿

宪法包括11条。它包括人民主权（适用于贵族与市民之间）的原则和立法机关（两院制瑟姆）、政府部门（“议会的国王”）和司法机关的三权分立。
宪法通过限制过分的豁免权和无地贵族的政治特权，将它转给镇民——即人身担保（在更早的1791年4月18日的自由王室城市法案里就得到了体现，并在宪法第三条中成为了宪法不可或缺的一部分），对不在地主所有权的获得之纠正和对军官委员会，公职和贵族（施拉赤塔）的会员资格之认证促进了政治的民主化。

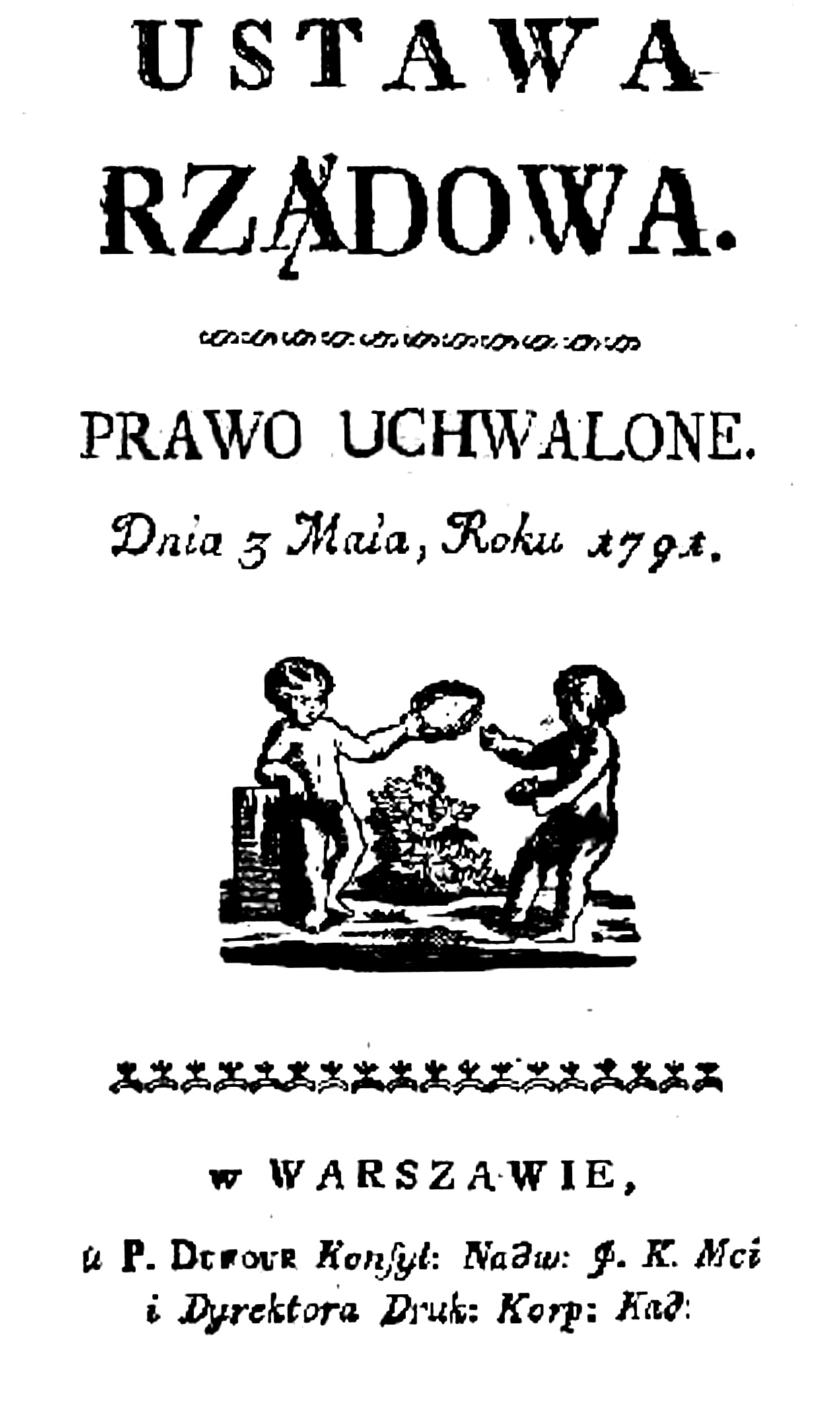
1791年的印刷版

政府法案也将联邦的农民置于“国家法律和政府的保护”之下——这是宣告农奴制的终结，和对全国人口最多，受到压迫和剥削也最多的社会阶级的解放的第一步。
王室委员会掌握行政权力，被称为“法律的卫士”（波兰语：Straż Praw ）。这个委员会由国王领导，由5位由国王任命的大臣构成：警事大臣、掌玺大臣（也就是内政大臣——印章是大臣的传统象征）、外交大臣、军事（belli）大臣和财政大臣。大臣由国王任命，但向瑟姆负责。除大臣以外，委员会成员还包括天主教的大主教（也是教育委员会的会长）和没有发言权的成员，即王储，瑟姆元帅和两位书记员。这个王室委员会的前身是依靠亨利国王条款（1573年）运作，在两个世纪前开始活动的类似委员会。国王法案依赖各个大臣的连署。该法案约束国王“不做任何事……不用为国家负任何责任”，与英国宪法原则“王不为非”相似。（在这两个国家，各个大臣向国王法案负责。）

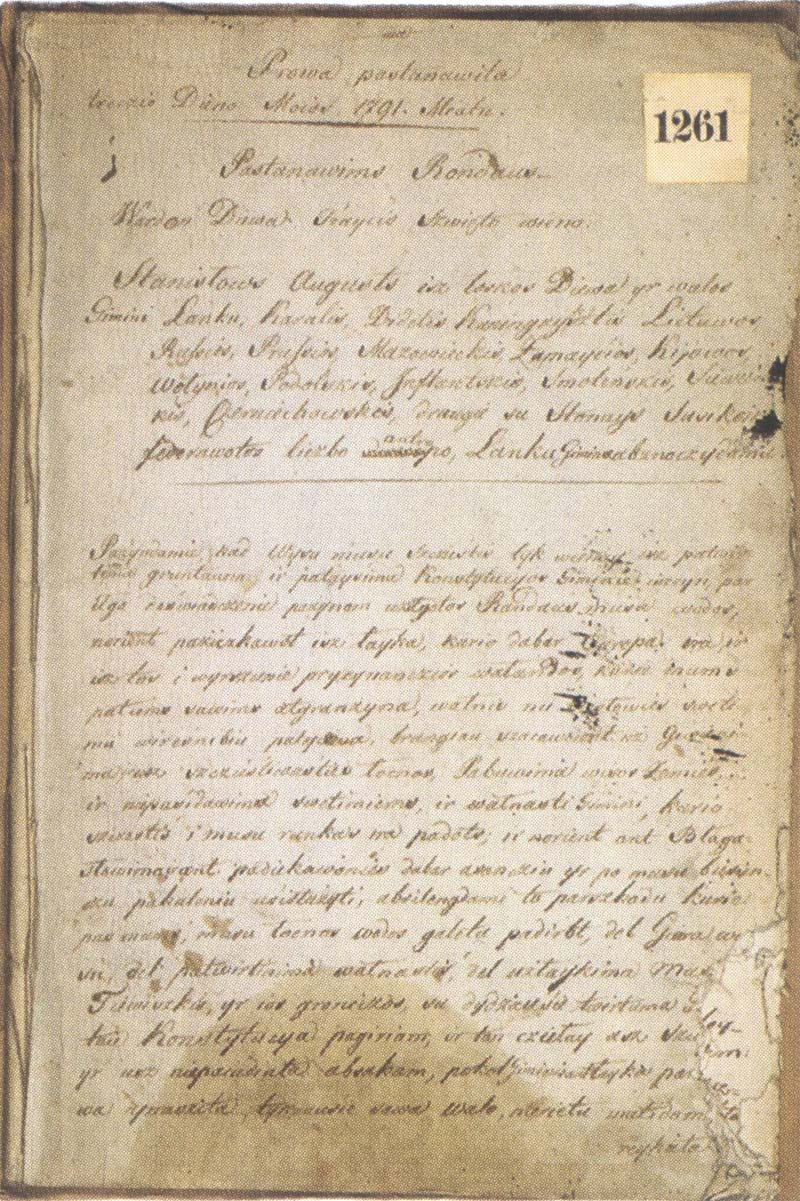
1791年宪法的立陶宛语译稿

为了让联邦更为一体化与稳固，宪法废除了过去的波兰与立陶宛的联邦而转为单一制国家，并从自由選王制转为世襲君主制。五三宪法规定，一旦無嗣的斯坦尼斯瓦夫·奥古斯特過世，波兰的王位自動传给被规定为波兰近来参选的二位候选国王之一——韦廷王朝的弗里德里希·奥古斯特一世。
联邦废除了几个由来已久，成为政府缺陷，并导致国家陷入无政府主义混乱的自由否决权、联邦制、联盟瑟姆（矛盾的是，四年瑟姆自身本来就是联邦瑟姆），和因议员规则的约束性质而令观点过分不定的瑟米克（地区瑟姆）。
五三宪法承认于1791年4月18日通过的《自由王室城市法案》（Miasta Nasze Królewskie Wolne w Państwach Rzeczypospolitej）（宪法第三条）和更早在1791年3月24日通过的一部地区瑟姆法案（Prawo o sejmikach）（第四条）是宪法的基础。
一些专家又注意到作为宪法一部分的1791年5月5日的《地区重组声明》（"Deklaracja Stanów Zgromadzonych"）证明政府法案在两天前通过，且与双民族的共同声明（与Zaręczenie Wzajemne Obojga Narodów）共同证明统一并不容分割的波兰和立陶宛大公国被纳入到了一个单一制国家里，而且它们在政府中拥有平等代表权。共同声明巩固了由主权完整的地区构成的众多联邦个体而构成的波兰立陶宛联合。

### 擴增與影響
从1791年5月到6月，有多部法律获得了瑟姆和瑟姆法庭（5月13日通过）、法律卫士（6月1日通过）、国家警察委员会（这是政府部门；6月17日通过）和地方政府（6月24日通过）的通过，它们也充实了政府法案。
五三宪法直到最后一刻都在不断增加新条款。合著者胡戈·科翁塔伊称，他正在为“一部经济宪法……保证全体人民的财产权受到可靠的保护，并尊重全体劳动者……”的宪法而工作。但是第三部基本法律与科翁塔伊有关，这是一部“道德宪法”，很像美国权利法案和法国人权和公民权宣言的波兰版。
1789年後的改革議案以及五三憲法的成立，都是為了讓波蘭成為獨立自主的理性國家。1789年時，瑟姆通過議案，決定加稅並擴大軍隊，成立一支隸屬於國會的十萬陸軍（1717年規定波蘭的常備軍不得超過二萬四千人），並勒令駐紮在波蘭的俄軍即刻撤出，成功讓波蘭脫離俄國而獨立自主；1790年更與普魯士締結軍事同盟。自由派的波蘭人相信祖國已經獲得充分的安全保障了，殊不知憤怒的俄國已準備好嚴懲波蘭的計畫。

## 废除
这部「中興波蘭」的宪法只維持了一年，就因為周圍兩強（俄、普）公開或隱藏的敵意，因此在1792年俄波战争中，迅速被壓倒性兵力的俄军與其盟友塔戈维查联盟（反對憲法的波蘭貴族）給废除，宣告波蘭中興的偉大夢想如泡泡般破滅，連帶是1793年俄、普兩國悍然瓜分的慘劇發生。
在聯邦的三個強鄰俄、普、奧當中，只有奧地利是比較真心祝賀五三憲法的，而（未來）一個強而有力的波蘭則會使俄羅斯和普魯士倍感威脅與嫉視。事實上，在當時就已經有不少人看出五三憲法對（未來）地緣格局的影響，普魯士私下對此最為恐懼﹙俄羅斯次之﹚，蓋因五三憲法在聯邦內部確立了「世襲王室」和「憲法式的集權政府」這兩項（很可能）會使聯邦崛起的要素，因此普魯士對憲法採取「明捧暗貶」、陽奉陰違的兩面態度，預告後來它對波蘭背後插刀的背叛行為。這表現在普魯士聽聞憲法制定後，基於前幾年剛簽署「波蘭-普魯士盟約」的情誼，普王腓特烈·威廉二世公開致信華沙、表達對憲法的熱情祝賀，但是普國首相埃瓦尔德·冯·赫兹堡私下寫出如下感想﹙他表现出欧洲保守主义者的集體恐惧﹚：“波蘭人透過樹立一個世襲王室和一個比英國更佳的憲政，他們已經（在輿論上）對普魯士專制王權造成致命的打擊……此外，（中央集權後的）波蘭遲早會以武力拿回（剛失去的）西普魯士，甚至可能連我們祖傳的東普魯士也要被征服。未來我們面對這樣一個人口眾多又統御良好的（中興）波蘭，要如何能保衛自切申到梅梅爾這些易攻難守的疆界呢？”
當時，土耳其和俄罗斯之间的戰爭結束，同時俄罗斯和瑞典的戰爭也告終結，俄軍終於能騰出力量，回頭教訓這「趁機搗蛋的波蘭頑童」。叶卡捷琳娜大帝对五三宪法的通过十分愤怒，因为这明顯將俄罗斯在波兰的「巨大影响力」掃地出門，讓俄國不能再隨意對波蘭操控擺佈，而過去這樣的影響力使得俄國一直都将波兰視為自己的看門狗及被保护国。另一項招來外國敵意的原因，是訂立憲法的波兰改革黨積極去和大革命时的法國血腥激進政權作密切聯繫並交流革命思想（特別與雅各賓黨友好並一起歡呼「推翻專制」），這被波兰的強鄰普、俄兩國（皆敵視法國大革命）看作是東歐革命運動的阴谋，以及对自己专制君主制的致命威胁，譬如叶卡捷琳娜就譴責波蘭改革黨為雅各賓分子，她還宣稱將「向雅各賓主義開戰，並在波蘭狠打雅各賓主義」。
包括菲利克斯·波托茨基和科萨维利·布拉尼茨基等在一开始就反对宪法的波蘭权贵，要求女沙皇叶卡捷琳娜干预波兰，归还他们被宪法废除的特权。在她的背書下，他们成立了塔戈维查联盟，在声明中公开指责宪法撒播“民主歪风”。並且聲称“波兰立陶宛联邦的盟友阿，俄皇叶卡捷琳娜陛下是為了聯邦（指波蘭貴族）的自由而來，在她军队的帮助下，必將把公民的自由、安全和快乐，归还給联邦和波兰人。”在1792年5月18日，至少兩萬名塔戈维查联盟的武力朝華沙進軍，同時有9.7萬名精銳且裝備精良的俄軍侵入波兰國界，與塔戈维查联盟协同作战，聲稱只要廢除憲法，俄國必將保護波蘭的領土現狀與一切安全。
此時波蘭面對壓倒性的敵軍襲來，而國內卻只有烏合之眾的稀少波軍。這是因為，雖然之前的國會通過擴軍到十萬的議案，但太多貴族拒絕交稅以及成軍倉促，十萬陸軍成為不切實際的幻想，於是波兰国王只能将3.7萬人的波蘭军队投入战场，而他们多是缺乏訓練與戰鬥经验的菜鳥新兵，軍隊在質量與數量的比較上都是天淵之別。國家危難一線的時刻，這時又傳來普魯士背叛盟友波蘭的消息──普王將協防波蘭的數萬普軍集體撤出，悲壯且令人讚嘆的抵抗烈舉，遂由波王的侄子约瑟夫·波尼亚托夫斯基和塔得乌什·科希丘什科领导的波军締造，他們屢次擊敗敵軍，締造不少可歌可泣的壯烈戰績。不幸的是，波蘭國力越打越弱、大片領土接連丟失的嚴峻事實不斷傳來，使政府高層越來越堆疊著失敗主義的烏雲。最後當俄軍借道奧境、天降奇兵般地包圍華沙之後，眼見大勢已去的波王，於是接受身邊顧問及俄使的勸降，下令前線波軍對俄國投降並取消憲法，因為俄使帶來叶卡捷琳娜的親筆保證信──撤銷憲法後的波蘭可維持領土與主權完整，且俄國會交還槍砲，幫助波蘭重建三萬軍隊。
1792年7月24日，波王斯坦尼斯瓦夫·奥古斯特·波尼亚托夫斯基最終抛弃了憲法與改革黨，放棄抵抗並依照俄使要求──主動加入了塔戈维查联盟，結果殘餘的波兰军溃散了。很多改革黨领导人相信他们的事业灰飞烟灭，部分流亡国外。可是波王的「投降」并没有保全波蘭的國土。让塔戈维查联盟萬分錯愕的是，俄國火速撕毀了「保護波蘭領土完整」的承諾，直接在1793年與普國發動了第二次瓜分波兰。俄罗斯抢走了250000平方千米的土地，而普鲁士抢走了58000平方千米的土地。联邦（波蘭）的国土面积已不足212000平方千米。剩余的联邦只不过是由傀儡波王和俄军领导的缓冲国；而塔戈维查的貴族們幾乎都無奈地接受了無情的現實，紛紛退回自己的莊園封地、坐看1795年波蘭的最終滅亡。
一年半后，因為俄國減少在波蘭的駐軍，使波兰爱国主义者認為時機成熟，遂正式发动起义。於是在1794年3月24日的克拉科夫，原本流亡美國的名將塔得乌什·科希丘什科回到波蘭，发动了被称为科希丘什科起义的一系列起义运动。5月7日他发表了“波瓦涅茨基公告”（Uniwersał Połaniecki），承认农民的自由，并宣称，土地的所有权属于在起义中英勇战斗的人。
在开始的几场胜利——拉茨瓦维奇战役（4月4日），华沙起义（4月18日）和维尔纽斯战役（4月22日）后——起义遭到了致命的打击：俄罗斯，奥地利和普鲁士的军队进入波兰进行军事干预。历史学家认为起义的失败已成定局，因为他们很难战胜实力远远超过波軍的三國侵略军。科希丘什科起義的失败，引发了1795年的第三次瓜分波蘭，於是，立國超過兩百年的波蘭立陶宛聯邦正式從地圖上抹去。

## 影响

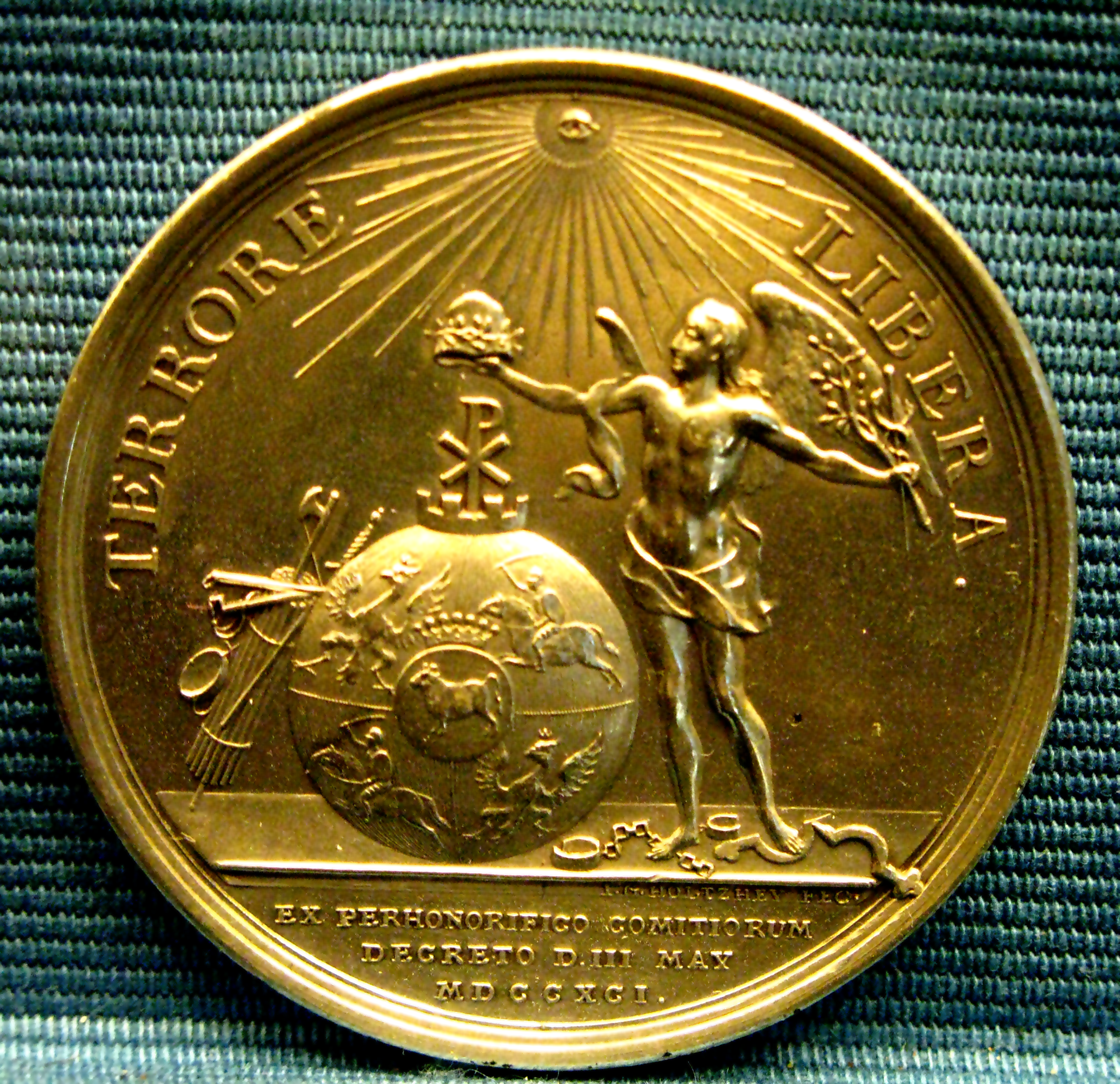
宪法纪念章

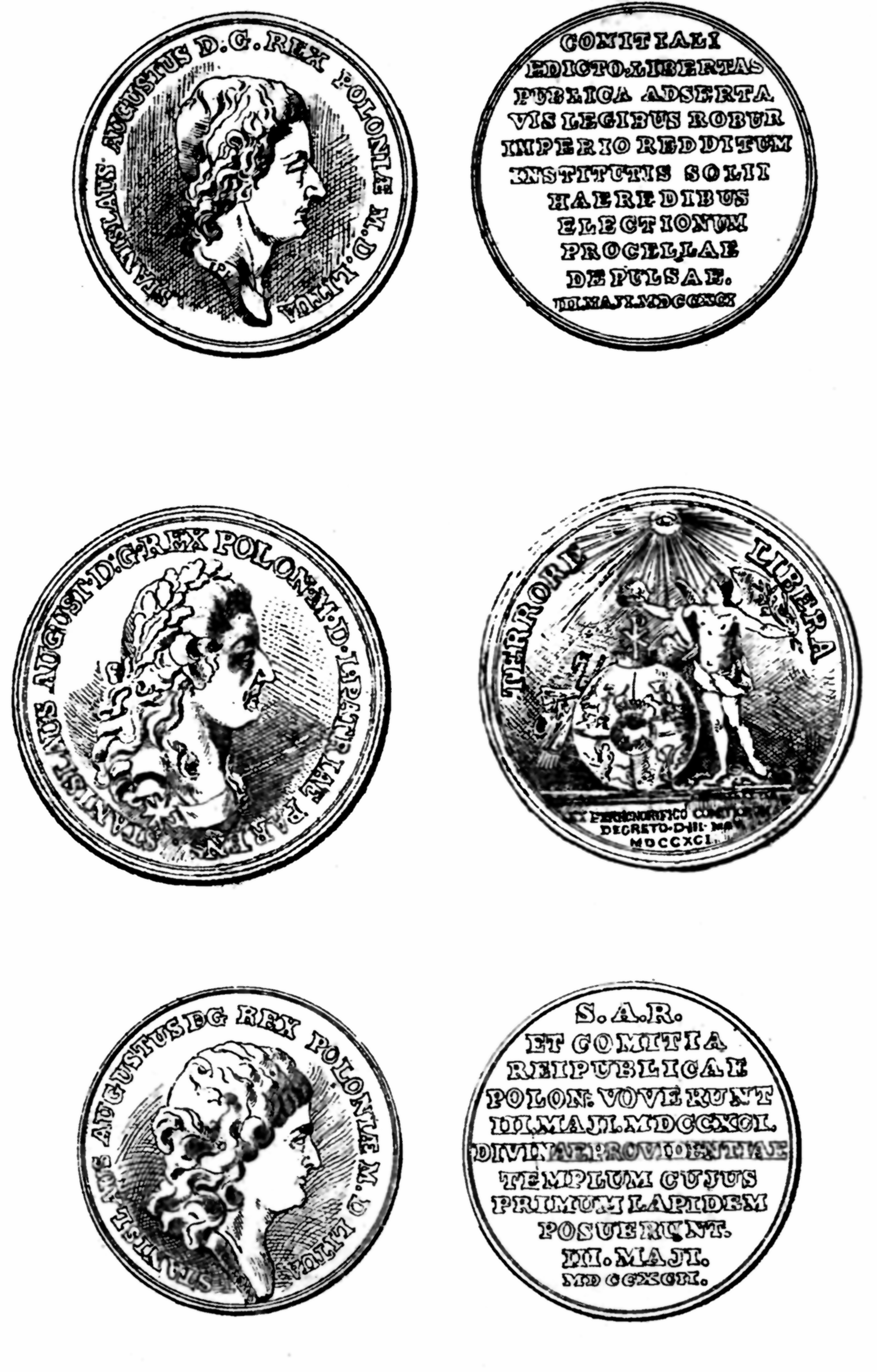
宪法纪念章

五三宪法这部被记为世界第二部现代成文宪法的宪法——被政治学家认为是那时非常先进的法律——让同时代的人帮忙，令以建立独立公正的社会为目标的波兰梦延续下去，让编者的后代继续举起波兰梦的火炬。在波兰它被认为是集波兰历史和文化与智慧的巅峰。自波兰再次独立以来，以宪法的通过日期而命名的五三纪念日是波兰最重要的节假日。
在五三宪法之前，波兰语中“宪法”（波兰语：konstytucja）指的是所有的法律，而不论是瑟姆通过的哪种法律。在五三宪法通过之后konstytucja才有了它的现代含义：治国的基本法则。
这些政府纲领构成了民主史上的一个重要里程碑。波兰和美国虽然遥隔千里，但在它们在政治制度上还是有一些类似之处。相比于君主专制，两个国家都显现出了明显的民主性。波兰立陶宛联邦的国王是贵族选出来的，而且联邦国会（瑟姆）拥有强大的立法权。在五三宪法之下，波兰将政治权力给了市民和占国家人口的十分之一的贵族（施拉赤塔）。这个比率与美国可以获得政治权利的人的百分比相近（在美国，事实上选举权只授予男性物主）。
波兰自由主义者的失败只不过是民主事业的一点小挫折而已。波兰的灭亡只不过是减慢了民主的推进速度，到那时候民主已经在北美扎了根。不久民主运动开始侵蚀欧洲专制君主国的根基。五三宪法被翻译为法语，德语和英语，并被删改。法国大革命的革命者庆贺波王斯坦尼斯瓦夫二世和宪法的诞生——并不仅仅是因为他们进步的本质，也因为抵制宪法的战争和科希丘什科起义，有效地阻止了俄軍和普军對革命法国的進攻。托马斯·潘恩称五三宪法是一座大里程碑。埃德蒙·伯克称为“贵族在任何国家于任何时间内都会获益……斯坦尼斯瓦夫二世在历史上开辟了一块属于伟大国王与政治家的地盘。”最后，保守者只是把民主在欧洲的發展推遲了一个世纪；在第一次世界大战后，欧洲大多数专制君主国都变成了民主国家，其中包括复兴的波兰第二共和国。

## 假日
在1791年5月5日，5月3日被第一次宣布为假日（五三宪法日——Święto Konstytucji 3 Maja）。但在瓜分波兰时代被取消（但也会偶尔庆祝），在华沙公国，该日也被庆祝并且在1919年波兰第二共和国时期再次成为官方假日，成为了波兰第二共和国第一个官方通过的假日。五三假日被德国与苏联侵略者在第二次世界大战上多次废除。
在1946年学生举行反共民主运动后，该假日失去了波兰人民共和国政府的支持，他们将其以五一劳动节代替，而且5月3日被粉饰为民主党日，且在1951年将其从国庆节日列表去掉。直到1989年，五三宪法对反政府及反共运动而言依然是一个普通的日子。
波兰宪法日成为了芝加哥的波兰美国人民族自豪庆祝的焦点，这一点可以追溯到1892年。芝加哥波兰人直到现在依然延续着这个传统，并以节日庆典和每年一次的波兰宪法日游行来庆祝它；全美国的名人每年都要游说芝加哥波兰人，其中最著名的就是肯尼迪。每十年举办一次的五三宪法周年庆典也在旧金山金门公园举行。
在1990年4月东欧剧变后，5月3日再次成为波兰节日。在2007年，5月3日也成为了立陶宛国家节假日。波兰瑟姆和立陶宛瑟姆的首次联合庆祝在2007年5月3日举行。

### 类似文件
- 1755年科西嘉宪法
- 1772年瑞典宪法
- 法国宪法
- 大宪章
- 叶卡捷琳娜大帝命令
- 政府公文（英格兰联邦，1653年）

## 进阶阅读

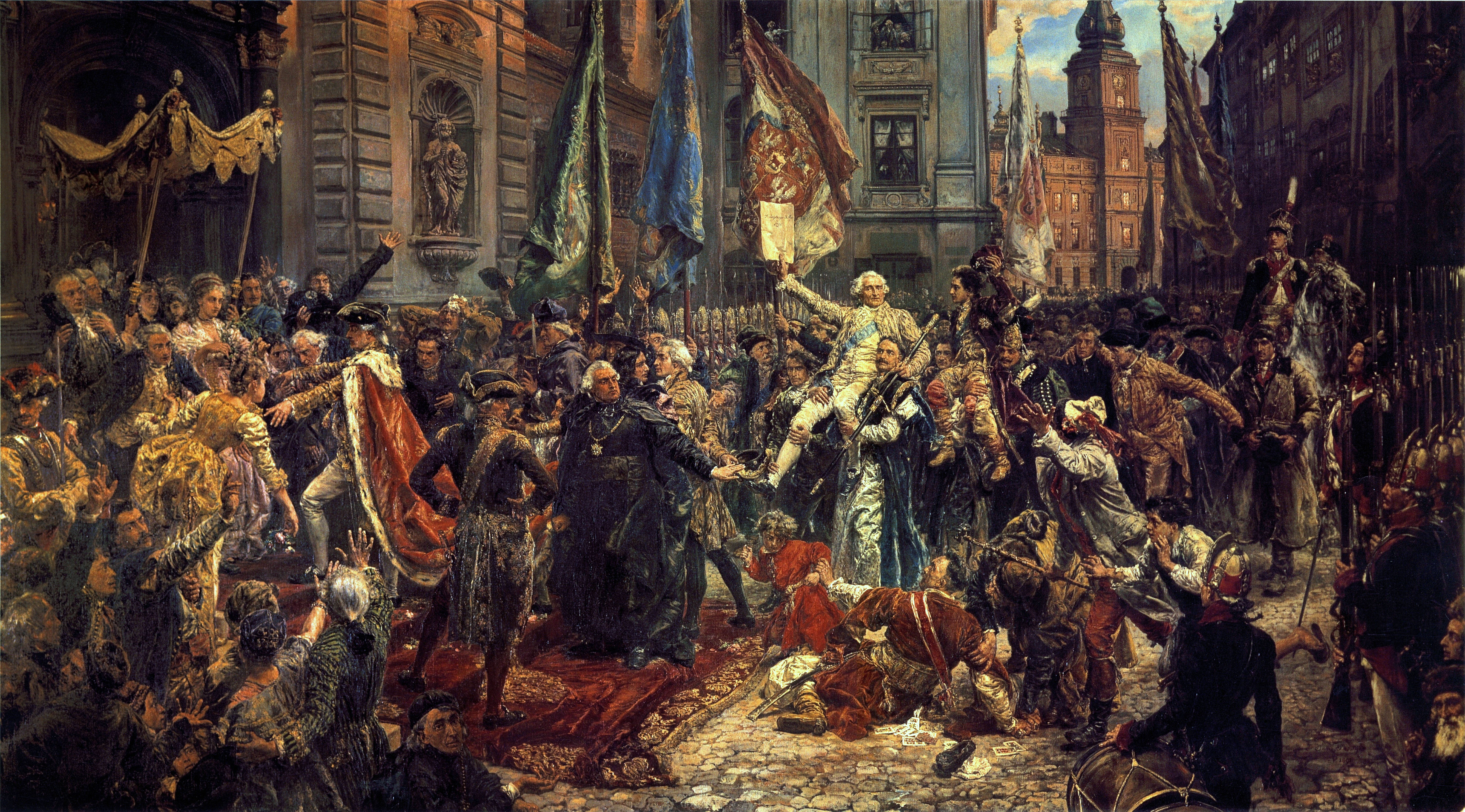
五三宪法，由扬·马特耶科于1891年绘制。国王斯坦尼斯瓦夫·奥古斯特·波尼亚托夫斯基（居左）前往华沙圣若翰洗者圣殿总主教座堂，在那里议员将宣誓支持宪法。背景：华沙皇家城堡，在那里宪法被正式采用

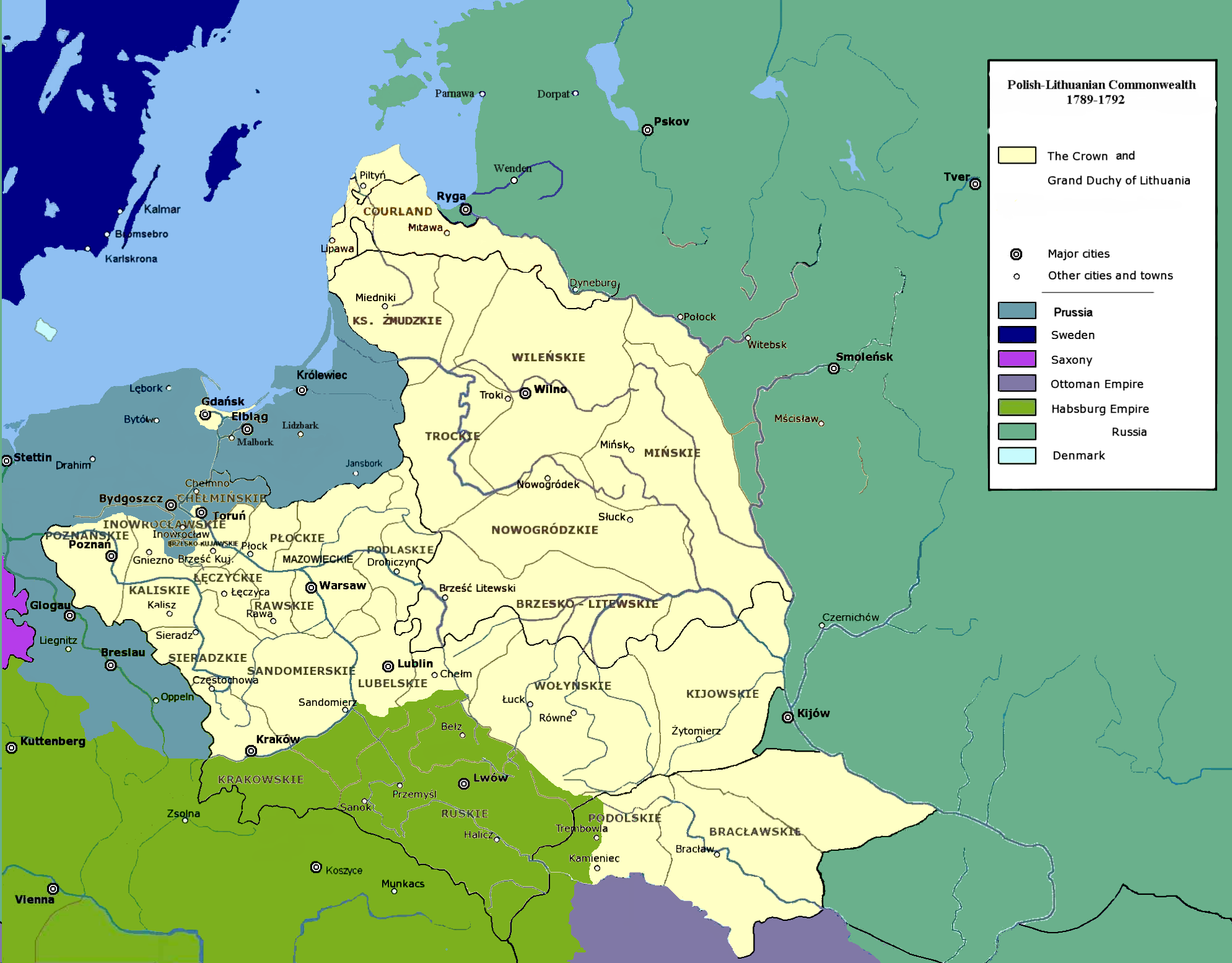
1789年至1792年，摆脱俄罗斯帝国保护国之名的波兰立陶宛联邦

- Jerzy Kowecki, ed., Konstytucja 3 maja 1791 (The Constitution of May 3, 1791), przedmową opatrzył (with foreword by) Bogusław Leśnodorski, Warsaw, Państwowe Wydawnictwo Naukowe（英语：Państwowe Wydawnictwo Naukowe）, 1981, ISBN 83-01-01915-8.
- Polska Akademia Nauk – Biblioteka Kórnicka (Polish Academy of Sciences, Kórnik Library), Ustawodawstwo Sejmu Wielkiego z 1791 r. (Legislation of the Great Sejm of 1791), Kórnik, 1985.  Compilation of facsimile reprints of 1791 legislation pertinent to the Constitution of May 3, 1791.
- Joseph Kasparek（英语：Jozef Kasparek）, The Constitutions of Poland and of the United States: Kinships and Genealogy, Miami, American Institute of Polish Culture, 1980.
- Adam Zamoyski, The Polish Way: a Thousand-Year History of the Poles and Their Culture, New York, Hippocrene Books, 1994.
- Jacek Jędruch（英语：Jacek Jędruch）, Constitutions, Elections and Legislatures of Poland, 1493–1993, Summit, NJ, EJJ Books, 1998, ISBN 0-7818-0637-2.
- Norman Davies, God's Playground, 2 vols., ISBN 0-231-05353-3 and ISBN 0-231-05351-7.
- Paweł Jasienica（英语：Paweł Jasienica）, Rzeczpospolita Obojga Narodów (The Commonwealth of the Two Nations), ISBN 83-06-01093-0.
- Emanuel Rostworowski, Maj 1791 - maj 1792: rok monarchii konstytucyjnej (May 1791–May 1792: the Year of Constitutional Monarchy), Warsaw, Zamek Królewski (Royal Castle), 1985.
- Hugo Kołłątaj and Ignacy Potocki（英语：Ignacy Potocki）, On the Adoption and Fall of the Polish May 3 Constitution, Leipzig, 1793.
- Will and Ariel Durant, Rousseau and Revolution:  A History of Civilization in France, England, and Germany from 1756, and in the Remainder of Europe from 1715, to 1789, New York, Simon and Schuster, 1967.